# Startovací komplex 5 na Cape Canaveral Air Force Station
Startovací komplex 5 na Cape Canaveral Air Force Station (LC-5) je jedno ze startovací míst na základně Cape Canaveral Air Force Station na ostrově Merritt ve státě Florida. Z rampy komplexu startovaly různé verze raket Redstone a Jupiter.
Komplex je známý zejména jako místo startu misí programu Mercury. Hlavně mise Mercury-Redstone 3, při které se dostal první Američan, Alan Shepard, do vesmíru. Dále pak mise mise Guse Grissoma Mercury-Redstone 4 a Mercury-Redstone 2 šimpanze Hama.
Celkově se na komplexu uskutečnilo 23 startů, 16 rakety Redstone a 7 rakety Jupiter. První start se uskutečnil 19. červenec 1956 a poslední 21. červenec a 1961.
Z komplexů 5 a 6 se 31. leden a 1964 stalo muzeum, v němž je možné vidět originální zařízení použité u letů programu Mercury. Výlety do muzea organizuje Návštěvnické centrum Kennedyho vesmírného střediska.

## Historie startů
- 19. července 1956: Jupiter-A CC-13
- 20. září 1956: Jupiter-C RS-27
- 1. března 1957: Jupiter IRBM AM-1A
- 26. dubna 1957: Jupiter IRBM AM-1B
- 31. května 1957: Jupiter IRBM AM-1
- 26. března 1958: Juno I RS-24 (Explorer 3)
- 17. května 1958: Redstone RS-1002
- 26. července 1958: Juno I RS / CC-44 (Explorer 4)
- 24. srpna 1958: Juno I RS / CC-47 (Explorer 5)
- 23. října 1958: Juno I RS / CC-49 (Beacon 1)
- 6. prosince 1958: Juno II AM-11 (Pioneer 3)
- 22. ledna 1959: Jupiter IRBM CM-21
- 3. března 1959: Juno II AM-14 (Pioneer 4)
- 14. května 1959: Jupiter IRBM AM-17
- 16. července 1959: Juno II AM-16 (Explorer S-1, neúspěšný)
- 27. srpna 1959: Jupiter IRBM AM-19
- 13. října 1959: Juno II AM-19A (Explorer 7)
- 21. listopadu 1960: Redstone MRLV-1 (MR-1)
- 19. prosince 1960: Redstone MRLV-3 (MR-1A)
- 31. ledna 1961: Redstone MRLV-2 (MR-2)
- 24. března 1961: Redstone MRLV-5 (MR-BD)
- 5. května 1961: Redstone MRLV-7 (MR-3)
- 21. července 1961: Redstone MRLV-8 (MR-4)